# Adyar (rivier)

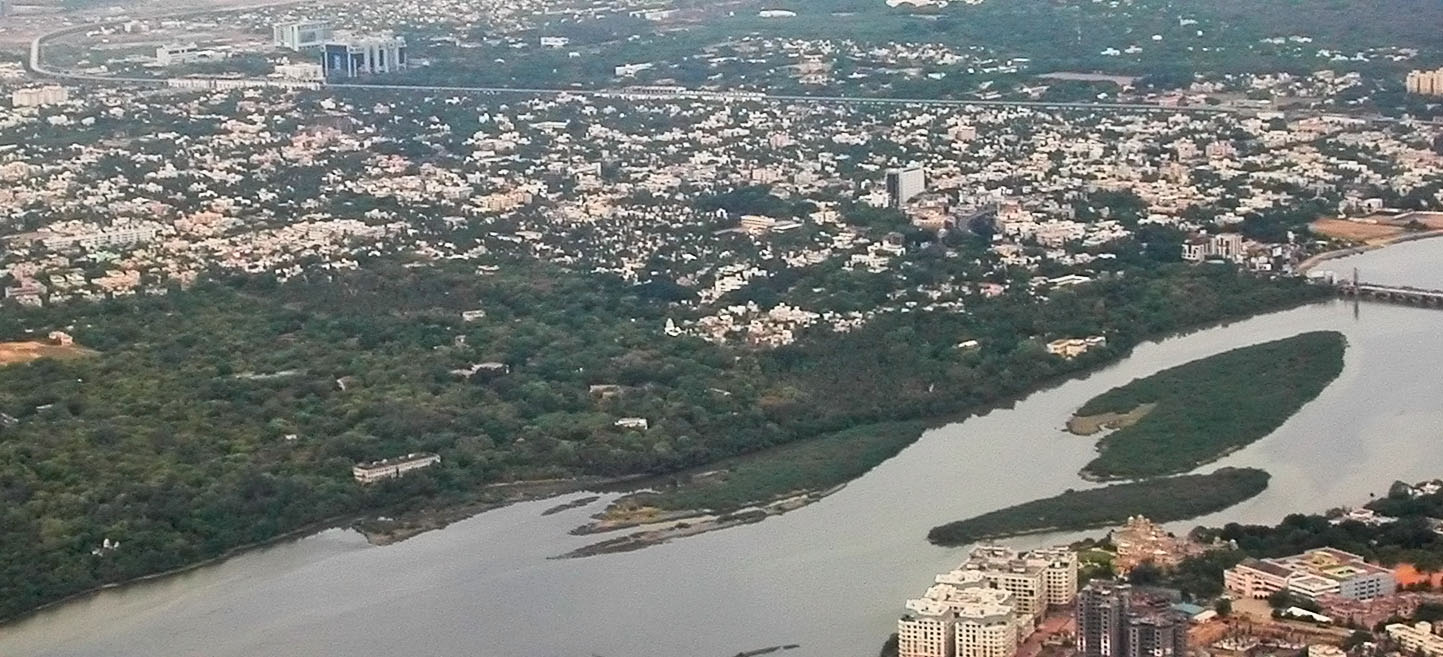
De Adyar

De Adyar is een rivier in het noorden van de Indiase staat Tamil Nadu en een van de belangrijkste rivieren van Chennai.
De rivier ontspringt vanuit het meer Chembarambakkam in het district Kanchipuram, stroomt door Chennai heen en mondt uit in de Golf van Bengalen. De wijk Adyar is naar de rivier genoemd.